# Ballarat Airport
Ballarat Airport (engelska: Ballarat Aerodrome) är en flygplats i Australien. Den ligger i kommunen Ballarat North och delstaten Victoria, omkring 110 kilometer väster om delstatshuvudstaden Melbourne. Ballarat Airport ligger 441 meter över havet.
Runt Ballarat Airport är det mycket tätbefolkat, med 1 056 invånare per kvadratkilometer.. Närmaste större samhälle är Ballarat, nära Ballarat Airport. 
Runt Ballarat Airport är det i huvudsak tätbebyggt. Genomsnittlig årsnederbörd är 764 millimeter. Den regnigaste månaden är juni, med i genomsnitt 94 mm nederbörd, och den torraste är januari, med 26 mm nederbörd.